# Носова Анна
А́нна Но́сова (нар. 2001) — українська спортсменка-синхроністка. Чемпіонка Європи і України.

## З життєпису
Народилась 2001 року. Чемпіонка України-2018.
Срібна призерка чемпіонату Європи-2019 серед юніорів.
Здобула золоту медаль на Чемпіонаті Європи з плавання 2021 року у спеціальній програмі — вона та Владислава Алексіїва, Марина Алексіїва, Вероніка Гришко, Катерина Резнік, Анастасія Савчук, Ксенія Сидоренко, Марта Федіна, Аліна Шинкаренко, Єлизавета Яхно.